# 长上线
長上線（朝鲜语：／ Changsang sŏn */?）是朝鮮民主主義人民共和國平安南道德川市的一條鐵道線路，站點為乡元站到長上站。

## 路线概况
- 距离：1.9
- 车站数：2
- 轨距：1435mm
- 电气化区间：直流3kV
- 复线区间：无